# اندیس ریحان
ریحان یک اندیس فلزی است که در حوالی شهر راور استان کرمان قرار دارد و مادهٔ معدنی موجود در آن، سرب و روی است.  